# Gelbweißer Gallertbecher
Der Gelbweiße Gallertbecher (Femsjonia peziziformis) ist eine Pilzart aus der Familie der Tränenpilzverwandten (Dacrymycetaceae). Er bildet gelatinöse, gelbliche Fruchtkörper in Form von kleinen, gestielten Bechern aus und wächst als Saprobiont auf totem, entrindetem Holz. Die Art ist in der Holarktis verbreitet und fruktifiziert von August bis Oktober bevorzugt auf Weiß-Tannen (Abies alba).

## Merkmale

### Makroskopische Merkmale
Der Gelbweiße Gallertbecher besitzt kreisel- bis becherförmige Fruchtkörper von fester, gelatinöser Textur und einer Höhe und Breite von je 3–51 mm. Die Basidiocarpien wachsen gesellig aus einem weißen Myzelfilz heraus. Ihr Hymenium, das auf die Oberseite des Fruchtkörpers beschränkt ist, ist in frischem Zustand gelb oder gelborange und schmutzig rotbraun wenn trocken. Der Stiel und andere sterile Flächen sind weiß behaart.

### Mikroskopische Merkmale
Die sterilen Flächen weisen 40–80 × 4–7,5 μm lange, terminale Zellen auf. Die hyalinen Hyphen des inneren Gewebes sind dünnwandig und verzweigt. Sie haben einen Durchmesser von 2–5 µm, sind septiert und weisen Schnallen auf.

## Verbreitung
Der Gelbweiße Gallertbecher ist holarktisch (Europa über Japan bis Nordamerika) verbreitet. Die Art besiedelt submeridionale bis boreale Klimazonen, bevorzugt aber subozeanisches und gemäßigtes Klima.

## Ökologie
Der Gelbweiße Gallertbecher ist ein Saprobiont auf Totholz. Vorzugsweise werden am Boden liegende Äste und Zweige in der Initialphase der Vermorschung befallen. Die Art fruktifiziert gewöhnlich von August bis Oktober, seltener im Spätherbst oder Frühling.